# لی کاکس (بازیکن فوتبال)
لی کاکس (انگلیسی: Lee Cox؛ زادهٔ ۲۶ ژوئن ۱۹۹۰) بازیکن فوتبال اهل بریتانیا است.
از باشگاه‌هایی که در آن بازی کرده‌است می‌توان به باشگاه فوتبال اینورنس کالدنیون تیسل، باشگاه فوتبال سوئیندون تاون، باشگاه فوتبال یئوویل تاون، باشگاه فوتبال آکسفورد یونایتد، باشگاه فوتبال استیونج، باشگاه فوتبال پلیموث آرگیل، و باشگاه فوتبال لستر سیتی اشاره کرد.